# Russkij vestnik
Russkij vestnik (in russo Русский вестник?, letteralmente il "Messaggero russo") era una rivista letteraria e politica fondata da Michail Nikiforovič Katkov e pubblicata a Mosca dal 1856 al 1906.